# Idotea
Idotea (лат.) — род морских равноногих ракообразных из семейства Idoteidae (Isopoda). Встречаются в основном в холодных и умеренно тёплых водах. Преимущественно обитают в воде у пологих берегов, после выбросов водорослей, на глубине около полуметра. 
Слегка царапают кожу человека, что не опасно, но весьма неприятно: ощущается как несильный щипок-укус. Чтобы избежать контакта, можно быстро уйти дальше от берега — однако для детей это иногда нереализуемо и вынуждает отказаться от купания до исчезновения идотей (обычно 1-3 дня, на Чёрном или Азовском море).   

## Систематика рода
Систематика рода ещё не устоялась, и многие из ныне признанных видов могут оказаться таксономическими синонимами, а некоторые могут быть перемещены в другие рода. На данный момент род Idotea включает следующие виды:
- Idotea aleutica Gurjanova, 1933
- Idotea baltica (Pallas, 1772)
- Idotea brevicauda Dana, 1853
- Idotea brevicorna Milne-Edwards, 1840
- Idotea chelipes (Pallas, 1766)
- Idotea danai Miers, 1881
- Idotea delfini Porter, 1903
- Idotea emarginata (Fabricius, 1793)
- Idotea fewkesi Richardson, 1905
- Idotea granulosa Rathke, 1843
- Idotea gurjanovae Kussakin, 1974
- Idotea indica Milne-Edwards, 1840
- Idotea linearis (Linnaeus, 1766)
- Idotea metallica Bosc, 1802
- Idotea neglecta Sars, 1897
- Idotea obscura Rafi, 1972
- Idotea ochotensis Brandt, 1851
- Idotea orientalis Gurjanova, 1933
- Idotea ostroumovi Sowinsky, 1895
- Idotea pelagica Leach, 1815
- Idotea phosphorea Harger, 1873
- Idotea rufescens Fee, 1926
- Idotea spasskii Gurjanova, 1950
- Idotea urotoma Stimpson, 1864
- Idotea whymperi Miers, 1881
- Idotea ziczac Barnard, 1951

## Важность
Идотеи являются наиважнейшими организмами в экологических цепочках морей, особенно выделяется Idotea baltica. Пища, выделения, биомасса, а также их энергетический баланс являются важными аспектами экологии морей. Именно этот факт привлёк внимание гидробиологии к изучению идотей.

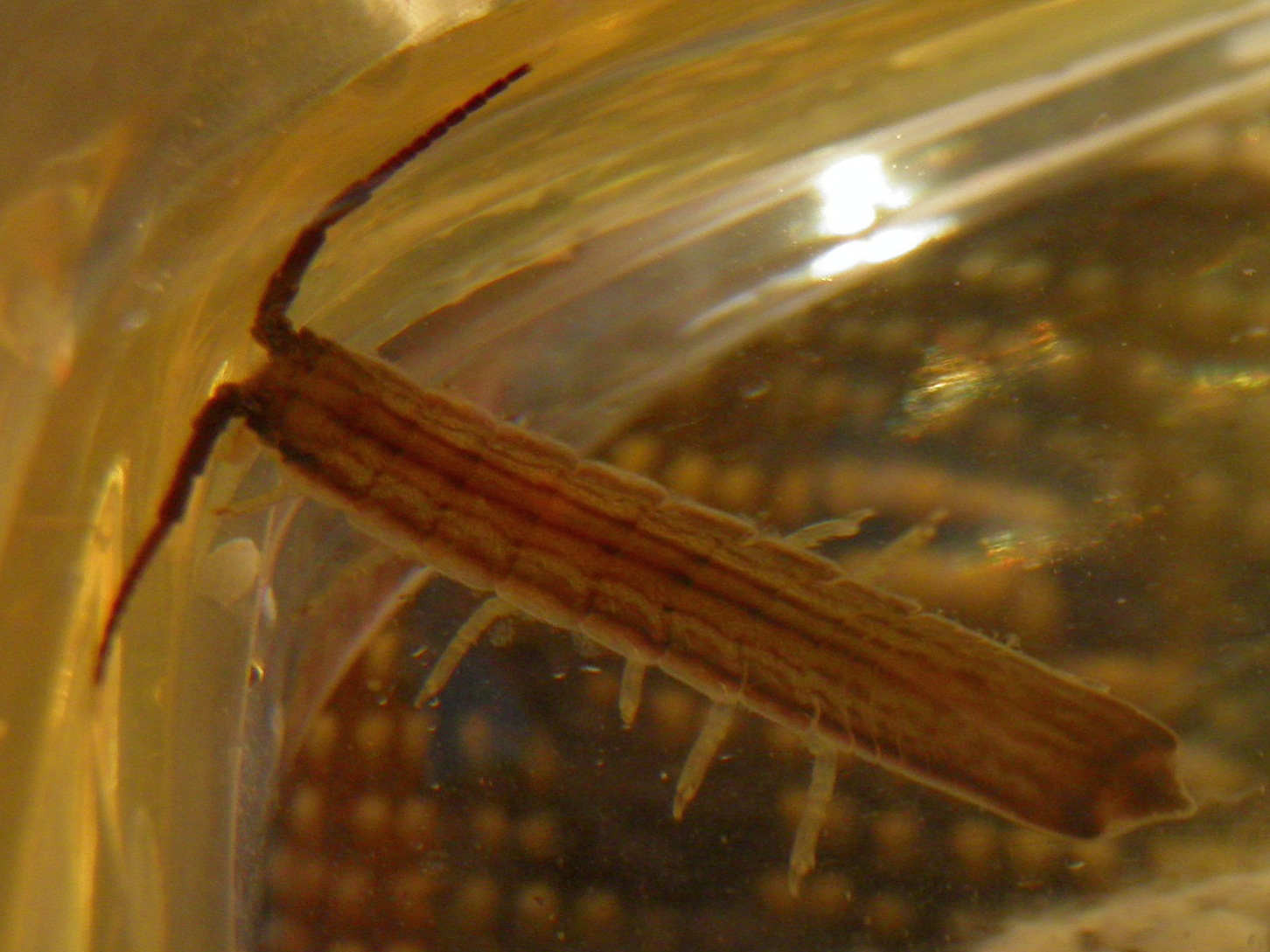
Idotea ochotensis
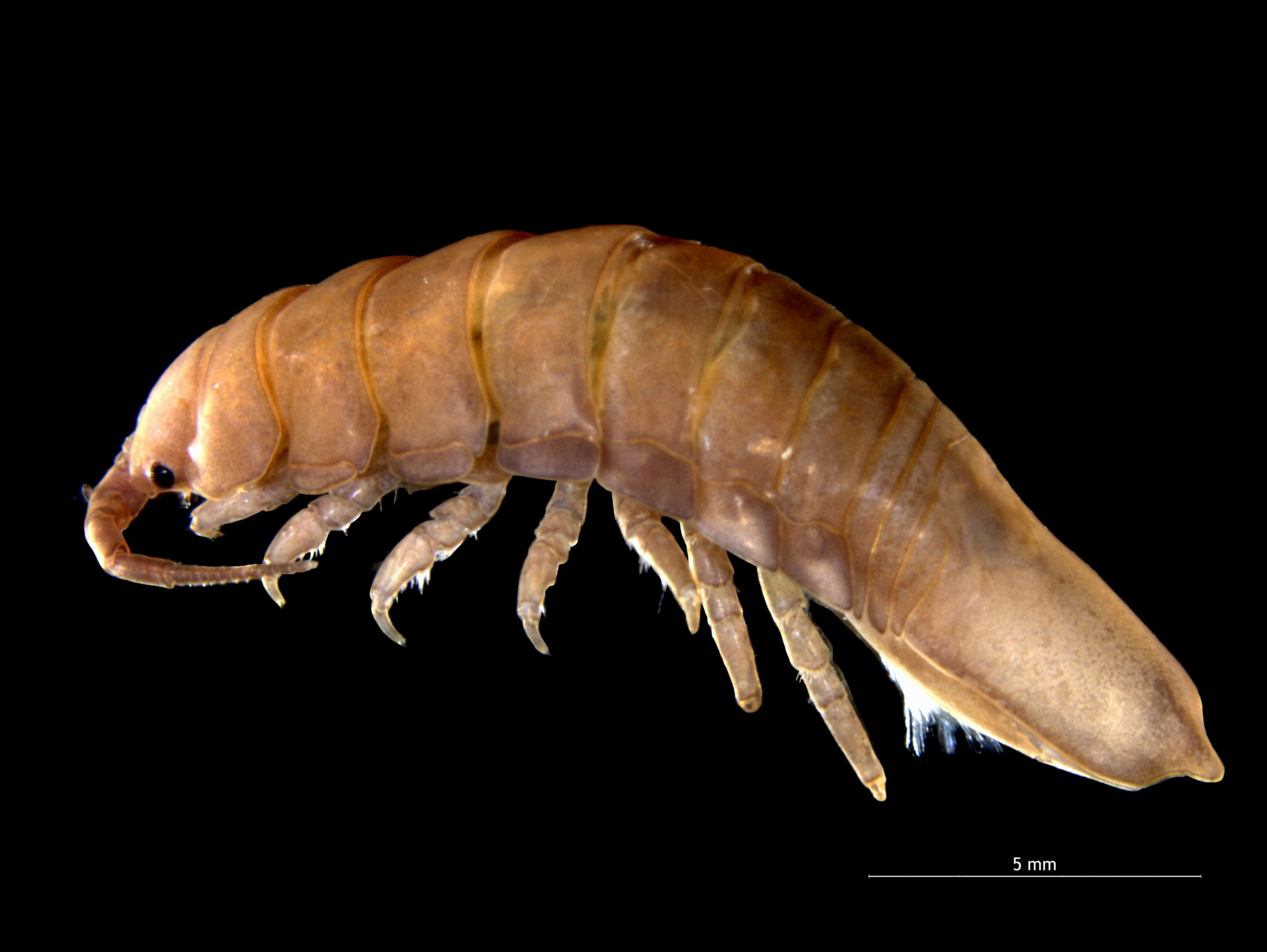
Idotea granulosa
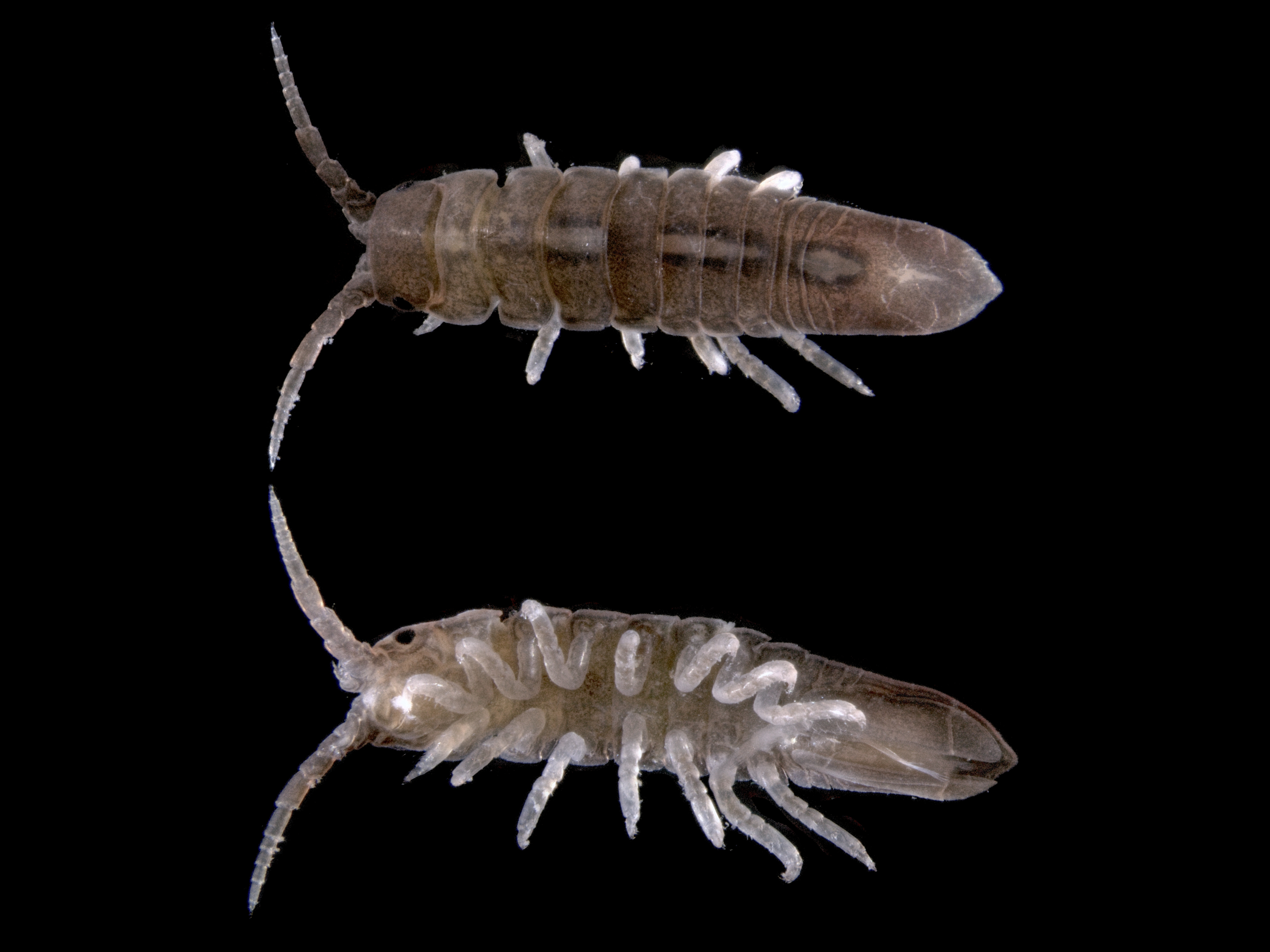
Idotea pelagica